# انتخابات سراسری ترکیه (نوامبر ۲۰۱۵)
در پی انتخابات ژوئن ۲۰۱۶ که در آن حزب حاکم از دست یابی به اکثریت باز ماند و با عدم ائتلاف احزاب دیگر قادر به تشکیل دولت نشد انتخابات زودرس مجلس میهنی بزرگ ترکیه در روز یکشنبه ۱۰ آبان ۱۳۹۴ (۱ نوامبر ۲۰۱۵) برگزار شد که حزب حاکم توانست اکثریت کرسی های مجلس را از آن خود کند.
پس از انتخابات ژوئن ۲۰۱۶ و وقوع چند انفجار که باعث کشته شدن تعداد زیادی از هواداران حزب دموکراتیک خلق‌ها شد توافق آتش بس میان دولت و حزب کارگران کردستان از بین رفت و درگیری های دنباله داری بین طرفین آغاز شد. 

در این انتخابات نسبت به انتخابات ۵ ماه قبل حزب عدالت و توسعه موفقیت و احزاب دموکراتیک خلق ها و حرکت ملی شکست محسوسی داشتند در حالی که حزب خلق جمهوری‌خواه تغییر چندانی در تعداد کرسی های خود نداشت.